# 譚正國
譚正國（？—？），字康侯，號儀公，广东新會縣人，明朝政治人物，同进士出身。

## 生平
原籍新會，附籍羅定州東安縣學。崇禎九年（1636年）丙子科廣東鄉試第四十一名舉人，十年（1637年）登丁丑科同进士。兵部觀政，本年丁憂，十四年授中书舍人，擢廣西道御史，巡按貴州。明亡，终老于家。